# Plazma-zaslon
Plazma-zaslon je vrsta plosnatog zaslona koji je uobičajen kod zaslona velikog formata od 76 cm i više, i koriste tehnologiju koja koristi male stanice s ioniziranim plinovima koji imaju električni naboj (plazmi), odnosno koriste istu tehnologiju koja se koristi u fluorescentnim žaruljama.
Ne troše puno elektične energije, male su mase i zauzimaju malo prestora. 